# Бурый капуцин
Бурый капуцин (лат. Sapajus nigritus) — вид приматов семейства цепкохвостых обезьян, обитающих в Южной Америке.

## Описание
Представители вида легко идентифицируются по наличию двух рогоподобных хохолков, которыми обладают взрослые животные. Бурые капуцины одни из крупнейших представителей своего семейства. Шерсть тёмно-коричневая или чёрная, на щеках и лбу белая. Некоторые особи имеют немного более светлую коричневую шерсть на спине и шее. Хвост хватательного типа. Вес от 2,2 до 3,5 кг.

## Образ жизни
Образуют группы размером от 6 до 20 особей. В группе самок обычно больше, чем самцов. Во главе группы стоят доминантная самка и доминантный самец.
Развита система звуков и жестов.

## Рацион
Всеядны. В рационе фрукты, растения, насекомые, пауки, мелкие позвоночные, включая грызунов. Проводят от 70 до 90 процентов времени в поисках пищи.

## Размножение
Беременность длится от 151 до 155 дней. В помёте обычно один детёныш. Половая зрелость у самок достигается в возрасте 4 лет, у самцов несколько позднее.

## Классификация
Выделяют (Groves, 2001) 3 подвида этих приматов:
- Sapajus nigritus nigritus (Goldfuss, 1809)
- Sapajus nigritus cucullatus Spix, 1823 — некоторые приматологи[5] считают его младшим синонимом Sapajus nigritus.
- Sapajus nigritus robustus Kuhl, 1820 — некоторые приматологи[5] считают его отдельным видом. Его ареал распространяется к северу от ареала первых двух подвидов.[6]

## Статус популяции
Численность популяции неизвестна, но считается, что она сокращается из-за разрушения среды обитания, охоты и нелегальной торговли экзотическими животными. Два южных подвида достаточно широко распространены, однако Международный союз охраны природы присвоил им охранный статус «Близок к уязвимому», поскольку по оценкам на 2008 год популяция сократилась более, чем на 30 % за последние 48 лет (3 поколения). Северный подвид, рассматриваемый отдельно, получил охранный статус «Вымирающий».